# 声優e-Sports部
声優e-Sports部（せいゆうイースポーツぶ）は、株式会社オブジェクトが運営するeスポーツ応援プロジェクト。
略称はSespo（せすぽ）。

## 概要
声優e-Sports部はゲーム好きな「ガチゲーマー声優」により構成されており、YouTubeでゲーム実況をする他、全国各地で開催されるリアルイベントやオンラインのゲームイベントに参加するなど、「e-Sports業界を応援して盛り上げたい!」、「送客のキッカケを作って地域活性化へ貢献したい!」というコンセプトを元に、広く活動を展開している。また、プロプレイヤー志向ではなく「楽しく!」「プレイヤーが増えるきっかけに」「盛り上げ役に!」といった志向で、ゲーム業界やeスポーツ業界の盛り上げ役となって貢献することを目指している。
2020年11月27日には、YouTubeチャンネル登録者数1万人を達成。
2021年1月22日に、YouTubeメンバーシップを開設。同メンバーシップには、応援団員と部員の2つのコースがあり、部員になるとDiscord上のコミュニティに参加し声優部員との共闘プレイが可能になる特典が用意されている。

## 所属メンバー
1期生から5期生まで総勢44名が所属している。
2期生の発表に合わせて、1期生と2期生メンバーの担当カラーが発表されたが、3期生以降では担当カラーは設定されていない。

### 1期生（2019年10月 - ）
| 名前（役職）       | 担当カラー | 出身   | 好きなゲーム（※公式サイトの記載より）                | 備考 |
| ------------------ | ---------- | ------ | ---------------------------------------------------- | ---- |
| 前田佳織里（部長） | 青         | 福岡県 | Call of Duty、FORTNITEなどFPS系、Muse Dashなど音ゲー |      |
| 田中音緒（副部長） | 緑         | 東京都 | Apex Legends、スマホMMORPG                           |      |

### 2期生（2020年5月 - ）
| 名前（役職） | 担当カラー | 出身   | 好きなゲーム（※公式サイトの記載より）      | 備考 |
| ------------ | ---------- | ------ | ------------------------------------------ | ---- |
| 奥谷楓       | 紫         | 滋賀県 | League of Legends、Overwatch、Apex Legends |      |
| 鶴見ゆき     | オレンジ   | 愛知県 | Apex Legends、FORTNITE                     |      |

### 3期生（2021年3月 - ）
| 名前（役職） | 出身   | 好きなゲーム（※公式サイトの記載より）        | 備考 |
| ------------ | ------ | -------------------------------------------- | ---- |
| 黒木ほの香   | 大阪府 | Apex Legends、ドラゴンクエスト、どうぶつの森 |      |
| 村上奈津実   | 東京都 | Apex Legends、バイオハザードシリーズ         |      |
| 内山悠里菜   | 愛知県 | FORTNITE、Minecraft                          |      |
| 髙橋麻里     | 宮城県 | FORTNITE、Apex Legends、牧場物語シリーズ     |      |

### 4期生（2022年10月 - ）
| 名前（役職） | 出身     | 好きなゲーム（※公式サイトの記載より）                              | 備考                 |
| ------------ | -------- | ------------------------------------------------------------------ | -------------------- |
| 朝日奈丸佳   | 静岡県   | Apex Legends、Dead by Daylight、緋色の欠片                         |                      |
| 桜咲千依     | 神奈川県 | VALORANT、Apex Legends、パネルでポン                               |                      |
| 荻野葉月     | 富山県   | Apex Legends、Dead by Daylight、FINAL FANTASY XIV                  |                      |
| 金子有希     | 福岡県   | Apex Legends、Identity V 第五人格                                  |                      |
| 相良茉優     | 京都府   | スプラトゥーン 3、ジオゲッサー、原神                               |                      |
| 咲谷怜奈     | 愛知県   | Shadowverse、原神、Apex Legends                                    |                      |
| 嶋原彩心     | 愛知県   | FORTNITE、Apex Legends Mobile、どうぶつの森                        |                      |
| 白城なお     | 石川県   | Apex Legends、大乱闘スマッシュブラザーズ SPECIAL、テイルズシリーズ |                      |
| 鈴木絵理     | 神奈川県 | Dead by Daylight、バイオハザードシリーズ、PACMAN                   |                      |
| 月城亜美     | 大阪府   | Minecraft、ぷよぷよ、Apex Legends                                  |                      |
| 月城日花     | 福岡県   | スプラトゥーン 3、Apex Legends、＃コンパス 戦闘摂理解析システム    |                      |
| 福沙奈恵     | 東京都   | スプラトゥーン、Apex Legends、Dead by Daylight                     |                      |
| 堀籠沙耶     | 埼玉県   | Apex Legends、スプラトゥーン 3、Dead by Daylight                   |                      |
| 松岡侑李     | 東京都   | VALORANT、太鼓の達人、ポケットモンスター                           |                      |
| 松村芽久未   | 大阪府   | Apex Legends、ゼルダの伝説、サバイバル系(ARK、Raft など)           |                      |
| 松本綺音     | 徳島県   | PUBG、Apex Legends、Monster Hunter                                 |                      |
| 水野朔       | 関西     | Apex Legends、Call of Duty シリーズ、FORTNITE                      |                      |
| 夜道雪       | 北海道   | 荒野行動、Fall Guys                                                |                      |
| 星希成奏     | 福岡県   | テトリス、Apex Legends、VALORANT                                   | 2023年7月1日より入部 |

### 5期生（2024年5月 - ）
| 名前（役職） | 出身           | 好きなゲーム（※公式サイトの記載より）                                                                                            | 備考 |
| ------------ | -------------- | --- | ---- |
| 亜咲花       | 愛知県         | スプラトゥーン、Apex Legends、OUTLAST                                                                                            |      |
| 雨宮美都     | 群馬県         | Pokémon UNITE（ポケモンユナイト）、モンスターハンターシリーズ、IdentityV 第五人格                                                |      |
| 小田切優衣   | 山梨県         | レインボーシックスシージ、Call of Dutyシリーズ、ポケットモンスターシリーズ                                                       |      |
| 城内由茄子   | 神奈川県       | Apex Legends、League of Legends、VALORANT                                                                                        |      |
| 衣川里佳     | 東京都         | ピクミンシリーズ、ELDEN RING、Dead by Daylight                                                                                   |      |
| 熊沢世莉奈   | 福岡県         | VALORANT、Apex Legends |      |
| 澤田姫       | 東京都         | 実況パワフルプロ野球、Minecraft、ぷよぷよ                                                                                        |      |
| 立石凛       | 大阪府         | VALORANT、龍が如くシリーズ、ホラー系全般                                                                                         |      |
| 土屋李央     | 神奈川県       | VALORANT、ファイナルファンタジーXIV                                                                                              |      |
| 那谷柊優     | 秋田県         | League of Legends、チームファイト タクティクス、VAROLANTなどのFPS系、Minecraft、ポケットモンスターシリーズ、星のカービィシリーズ |      |
| 根岸愛       | 埼玉県         | テイルズオブシリーズ、ゼルダの伝説、Apex Legends                                                                                 |      |
| 深川瑠華     | 神奈川県       | ポケットモンスターシリーズ、スプラトゥーンシリーズ、初音ミク Project mirai 2                                                     |      |
| 柾花音       |                | スプラトゥーンシリーズ、Minecraft、TETRIS                                                                                        |      |
| 美坂朱音     | 東京都         | メイプルストーリー、ストリートファイター6、TRPG系                                                                                |      |
| 森嵜美穂     | 高知県・山梨県 | VALORANT、pop'n musicシリーズ、ドラゴンコレクション                                                                              |      |
| 八木ましろ   | 東京都         | IdentityV 第五人格、バイオハザードシリーズ、Apex Legends                                                                         |      |
| 和久井優     | 栃木県         | 龍が如くシリーズ、RPG系(ドラゴンクエストシリーズ、ファイナルファンタジーシリーズ、ゼルダの伝説シリーズ 等)                       |      |

### 過去のメンバー
| 名前（役職）     | 担当カラー | 期生  | 出身   | 好きなゲーム（※公式サイトの記載より）   | 退部もしくは卒業日    |
| ---------------- | ---------- | ----- | ------ | --------------------------------------- | --------------------- |
| 小原莉子（広報） | 赤         | 2期生 | 岐阜県 | Dead by Daylight、Detroit: Become Human | 2023年6月30日（退部） |
| 齋藤小浪         | 黄色       | 2期生 | 群馬県 | Apex Legends、Call of Duty              | 2024年3月31日（卒業） |
| 花谷麻妃         | ピンク     | 2期生 | 兵庫県 | Call of Duty シリーズ、Dead by Daylight | 2024年3月31日（卒業） |

## 略歴[10][11]

### 沿革
2019年
- 10月30日 1期生メンバー2名でプロジェクト始動[12]

2020年
- 5月2日 2期生メンバー5名が加入&YouTubeチャンネル開設[6]

2021年
- 1月22日 YouTubeメンバーシップ開設[5]
- 3月20日 3期生メンバー4名が加入[13]
- 5月11日 公式Webサイト開設[14]

2022年
- 10月3日 4期生メンバー18名が加入[15]

2023年
- 6月30日 小原莉子が退部[8]
- 7月1日 4期生メンバーに星希成奏が追加加入[7]

2024年
- 3月31日 齋藤小浪と花谷麻妃が卒業[9]
- 4月30日 5期生メンバー17名が加入[16]

### オフラインイベント開催、参加歴
2019年
- 11月30日 声優e-Sports部イベント「声優e-Sports部 活動報告 Vol.1」を開催（場所：横浜みなとみらいブロンテ）[17]

2021年
- 1月23、24日 観光庁「誘客多角化等のための魅力的な滞在コンテンツ造成」実証事業として採択され[18]、企画されたリアルイベント「e-Sports NAGANO in 善光寺大勧進」を開催予定であったが、コロナ感染拡大による緊急事態宣言を受け中止[19]（出演予定：前田佳織里、田中音緒、小原莉子、鶴見ゆき）（場所：長野県・善光寺）
  - 2月14日 「e-Sports NAGANO in 善光寺大勧進」振替オンラインイベント「e-sports NAGANO ONLINE/eスポーツナガノオンライン交流大会」に参加（出演者：前田佳織里、田中音緒、小原莉子、鶴見ゆき）[19]
- 9月20日 一般社団法人eスポーツとちぎ主催「栃木eスポーツプロジェクト」に参加予定であったが、緊急事態宣言の延長に伴い開催延期（出演予定：鶴見ゆき）
  - 11月3日 一般社団法人eスポーツとちぎ主催「栃木eスポーツプロジェクト」に参加（出演者：鶴見ゆき）（開催地：栃木県宇都宮市）
- 11月23日 一般社団法人沼津青年会議所主催「沼津eスポーツフェスティバル」に参加（出演者：小原莉子）（開催地：静岡県沼津市）

2022年
- 3月5～6日 TZ GAME Labs主催のイベントに参加（5日：田中音緒、鶴見ゆき、6日：小原莉子）（場所：東京・銀座 TZ GAME Labs）
- 3月19日 一般社団法人北海道eスポーツ協会主催「HOKKAIDO esports FESTIVAL2022」企業対抗戦に参加（出演者：髙橋麻里）（開催地：北海道札幌市）
- 4月17日 TZ GAME Labs主催のイベントに参加 （出演者：髙橋麻里）（場所：東京・銀座 TZ GAME Labs）
- 4月24日 TZ GAME Labs主催のイベントに参加 （出演者：鶴見ゆき、髙橋麻里）（場所：東京・銀座 TZ GAME Labs）
- 5月7日 TZ GAME Labs主催のイベントに参加 （出演者：田中音緒、鶴見ゆき）（場所：東京・銀座 TZ GAME Labs）
- 7月10日 TZ GAME Labs主催のイベントに参加 （出演者：田中音緒、鶴見ゆき）（場所：東京・銀座 TZ GAME Labs）[20]
- 7月31日 TZ GAME Labs主催のイベントに参加 （出演者：村上奈津実）（場所：東京・銀座 TZ GAME Labs）
- 8月20日 TZ GAME Labs主催のイベントに参加 （出演者：田中音緒、鶴見ゆき）（場所：東京・銀座 TZ GAME Labs）
- 9月11日 TZ GAME Labs主催のイベントに参加 （出演者：花谷麻妃、髙橋麻里）（場所：東京・銀座 TZ GAME Labs）
- 10月29日 株式会社Litm主催のApex Legends大会「流星杯 -Meteor J:COM Cup-」に参加（出演者：堀籠沙耶）（開催地：神奈川県藤沢市）
- 10月30日 JTBコミュニケーションデザイン主催「Streamer Jam Tokyo」に参加（出演者：髙橋麻里、嶋原彩心）（場所：東京・浅草橋ヒューリックホール）
- 11月26日 TZ GAME Labs主催のイベントに参加 （出演者：田中音緒、鶴見ゆき、堀籠沙耶、白城なお）（場所：東京・銀座 TZ GAME Labs）[21]
- 12月4日 群馬県(eスポーツ選手権実行委員会)主催「第2回 全日本eスポーツ実況王選手権」に参加 （出演者：髙橋麻里、堀籠沙耶、村上奈津実）（開催地：群馬県高崎市）
- 12月17日 TZ GAME Labs主催のイベントに参加 （出演者：花谷麻妃、鶴見ゆき）（場所：東京・銀座 TZ GAME Labs）

2023年
- 1月21日 TZ GAME Labs主催のイベントに参加 （出演者：鶴見ゆき、松村芽久未）（場所：東京・銀座 TZ GAME Labs）
- 1月27日 東京eスポーツフェスタ2023実行委員会主催「東京eスポーツフェスタ2023」にブース出展、「eスポーツフェスタ杯 企業対抗戦」に参加（出演者：鶴見ゆき）（場所：東京ビッグサイト）
- 1月28～29日 東京eスポーツフェスタ2023実行委員会主催「東京eスポーツフェスタ2023」サブステージでトークイベント開催（28日：髙橋麻里、松村芽久未、水野朔、29日：田中音緒、鶴見ゆき、相良茉優）（場所：東京ビッグサイト）
- 2月18日 上毛新聞社主催「グンマeスポーツアワード」にアシスタントMC参加（出演者：髙橋麻里）（開催地：群馬県高崎市）
- 3月4日 一般社団法人北海道eスポーツ協会主催「HOKKAIDO esports FESTIVAL2023 第3回北海道eスポーツ企業対抗戦」にゲスト実況参加（出演者：髙橋麻里）（開催地：北海道札幌市）
- 3月18日 群馬県企業等対抗社会人eスポーツリーグ実行委員会主催「第2回 群馬県企業等対抗社会人eスポーツリーグ 決勝トーナメント｣にアシスタントMCとして参加（出演者：齋藤小浪）（開催地：群馬県高崎市・イオンモール高崎）
- 3月26日 長井市主催「ながいeスポーツフェア2023 spring」にてApex Legends大会「第3回 Ne-st CUP（ネストカップ）」に参加（出演者：相良茉優）（開催地：山形県長井市）
- 3月31日 前橋競輪主催「eスポーツ体験会」に参加（出演者：月城亜美）（開催地：群馬県前橋市）
- 4月1日 声優e-Sports部イベント「オフせすぽ」を開催（出演者：村上奈津実、髙橋麻里、水野朔）（場所：専門学校 東京クールジャパン）[1][2][22]

### メディア出演、掲載歴
2020年
- 2月24日 eスポーツ専門メディア「WELLPLAYED JOURNAL」にインタビュー、写真掲載（出演者：前田佳織里）[23]
- 6月4日 ゲーム＆アニメ情報バラエティ番組「木曜だからゲッチャ」#34 ゲスト出演（出演者：小原莉子）
- 6月11日 ゲーム＆アニメ情報バラエティ番組「木曜だからゲッチャ」#35 ゲスト出演（出演者：前田佳織里）
- 7月2日 ゲーム＆アニメ情報バラエティ番組「木曜だからゲッチャ」#38 ゲスト出演（出演者：小原莉子）
- 7月23日 ゲーム＆アニメ情報バラエティ番組「木曜だからゲッチャ」#41 ゲスト出演（出演者：前田佳織里）
- 7月30日 ゲーム＆アニメ情報バラエティ番組「木曜だからゲッチャ」#42 ゲスト出演（出演者：小原莉子）
- 8月13日 ゲーム＆アニメ情報バラエティ番組「木曜だからゲッチャ」#44 ゲスト出演（出演者：前田佳織里）
- 8月20日 ゲーム＆アニメ情報バラエティ番組「木曜だからゲッチャ」#45 ゲスト出演（出演者：小原莉子）
- 11月5日 ゲーム＆アニメ情報バラエティ番組「木曜だからゲッチャ」#56 ゲスト出演（出演者：小原莉子）

2021年
- 9月6日 宇都宮コミュニティFM「ミヤラジ『eスポーツとちぎチャンネル』」ゲスト生出演（出演者：鶴見ゆき）
- 9月30日 ゲーム＆アニメ情報バラエティ番組「木曜だからゲッチャ」#100 ゲスト出演（出演者：髙橋麻里）
- 12月2日 ゲーム＆アニメ情報バラエティ番組「木曜だからゲッチャ」#109 ゲスト出演（出演者：小原莉子、髙橋麻里）
- 12月5日 レインボータウンFM、eスポーツ特化型ラジオ番組「esports land Radio (いーらじ)」#23 に出演（出演者：齋藤小浪、髙橋麻里）
- 12月27日 eスポーツ実況バラエティ番組「桃太郎GAMES」#41 ゲスト出演（出演者：内山悠里菜、髙橋麻里）

2022年
- 1月14日 集英社スポーツ総合雑誌スポルティーバ公式サイト「web Sportiva」にインタビュー、写真掲載（出演者：前田佳織里、小原莉子）[24][25]
- 2月24日 ゲーム＆アニメ情報バラエティ番組「木曜だからゲッチャ」#119 ゲスト出演（出演者：鶴見ゆき）
- 2月27日 レインボータウンFM、eスポーツ特化型ラジオ番組「esports land Radio (いーらじ)」#35 に出演（出演者：田中音緒）
- 4月7日 ゲーム＆アニメ情報バラエティ番組「木曜だからゲッチャ」#125 ゲスト出演（出演者：髙橋麻里）
- 4月17日 レインボータウンFM、eスポーツ特化型ラジオ番組「esports land Radio (いーらじ)」#42 に出演（出演者：髙橋麻里）
- 6月12日 レインボータウンFM、eスポーツ特化型ラジオ番組「esports land Radio (いーらじ)」#50 に出演（出演者：髙橋麻里）
- 7月17日 レインボータウンFM、eスポーツ特化型ラジオ番組「esports land Radio (いーらじ)」#55 に出演（出演者：田中音緒）
- 7月23日 eスポーツ情報サイト「eスポーツニュースジャパン」インタビュー掲載（出演者：田中音緒、鶴見ゆき）[26]
- 7月27日 TOKYO MX「遊戯配信」にゲスト出演（出演者：鶴見ゆき、髙橋麻里）
- 8月2日 eイヤホンのYouTubeチャンネルにて、SONYゲーミングブランド「INZONE」特集に出演（出演者：前田佳織里、髙橋麻里）[27]
- 8月13日 eスポーツ情報サイト「eスポーツニュースジャパン」インタビュー掲載（出演者：髙橋麻里）[28]
- 9月15日 小学館「DIME」11月号のeスポーツ特集にインタビュー掲載（出演者：田中音緒、髙橋麻里）
- 10月16日 レインボータウンFM、eスポーツ特化型ラジオ番組「esports land Radio (いーらじ)」#63に出演（出演者：齋藤小浪）
- 10月20日 ゲーム＆アニメ情報バラエティ番組「木曜だからゲッチャ」#150 ゲスト出演（出演者：夜道雪）
- 11月6日 レインボータウンFM、eスポーツ特化型ラジオ番組「esports land Radio (いーらじ)」#64に出演（出演者：髙橋麻里、嶋原彩心）
- 11月17日 ゲーム＆アニメ情報バラエティ番組「木曜だからゲッチャ」#154 ゲスト出演（出演者：鶴見ゆき）
- 11月24日 eスポーツ情報サイト「eスポーツニュースジャパン」インタビュー掲載（出演者：松村芽久未）[29]
- 12月1日 ゲーム＆アニメ情報バラエティ番組「木曜だからゲッチャ」#156 ゲスト出演（出演者：田中音緒）

2023年
- 1月15日 レインボータウンFM、eスポーツ特化型ラジオ番組「esports land Radio (いーらじ)」#69に出演（出演者：鶴見ゆき）
- 2月19日 レインボータウンFM、eスポーツ特化型ラジオ番組「esports land Radio (いーらじ)」#71に出演（出演者：鶴見ゆき）
- 3月29日 eスポーツ情報サイト「eスポーツニュースジャパン」インタビュー掲載（出演者：水野朔）[30]
- 4月14日 ゲーム情報生放送&動画チャンネル「ゲーがくTV!」ゲスト出演（出演者：白城なお）

### オンラインイベント参加歴
※大会、カスタムマッチ等への参加も含むが、声優e-Sports部内に閉じたゲーム配信は除く。また、声優ではない共闘参加者の名前（部員名）は記載を省略。
2021年
- 3月28日 Good Game Company(GGC)主催のApex Legendsカスタムマッチ「GGC Championship」実況参加（出演者：鶴見ゆき）
- 5月26日 Good Game Company(GGC)主催のApex Legendsカスタムマッチ「AGCT 1st Season 決勝大会」に参加（出演者：田中音緒）
- 6月19日 E5esports Works主催「E5フェス/スーパーボンバーマンRオンライン」に参加（出演者：小原莉子）
- 7月24日 Good Game Company(GGC)主催のApex Legendsカスタムマッチ「Adictor×GGC Champion Tournament 3rd Season 決勝大会」ゲスト出演（出演者：鶴見ゆき）
- 7月24日 Rush Gaming主催「Call of Duty: Black Ops Cold War Creators Party」に参加（出演者：花谷麻妃）
- 7月31日 Yostar主催「雀魂 夏のエンタメ企業対抗戦2021」に参加（出演者：花谷麻妃）
- 8月18日 Good Game Company(GGC)主催のApex Legendsカスタムマッチ「AGCT Special Match in Summer」に参加（出演者：鶴見ゆき）
- 8月29日 神奈川県eスポーツ協会・esports DOGA主催「おとなのFall Guys大会」に参加（出演者：奥谷楓）
- 9月19日 株式会社PCCS主催のApex Legendsカスタムマッチ「esports land Radio CUP」に参加し、優勝（出演者：齋藤小浪、髙橋麻里）[31]
- 9月20日 Good Game Company(GGC)主催のApex Legendsカスタムマッチ「Adictor × GGC Champion Tournament」に出場（出演者：鶴見ゆき）
- 9月23日 StockForce主催「-Stock Force Games CUP- APEX LEGENDS(SFGカップ)」に参加（出演者：田中音緒、鶴見ゆき）
- 10月14日～16日 全国エンタメまつり実行委員会主催「第4回全国エンタメまつり」応援大使就任（出演者：小原莉子、田中音緒、髙橋麻里）[32]
- 10月22日 Good Game Company(GGC)主催のApex Legendsカスタムマッチ「Adictor × GGC Champion Tournament(AGCT)」に参加（出演者：鶴見ゆき）
- 10月26日 PCCS×Freesia主催のApex Legendsカスタムマッチに参加（出演者：田中音緒、齋藤小浪）
- 10月27日 Rush Gaming主催「Call of Duty: Black Ops Cold War」Horror Matchに参加（出演者：花谷麻妃）
- 10月30日 Heart主催「Fall Guys FUN! A5FES!」に参加（出演者：小原莉子）
- 10月31日 KWZ主催「FORTNITE HALLOWEEN仮装カスタムマッチ」に参加（出演者：内山悠里菜、髙橋麻里）
- 11月13日 中部テレコミュニケーション株式会社主催のApex Legendsカスタムマッチ「第4回コミュファカップ 〜中部5県APEX LEGENDS最強決定戦〜」に参加（出演者：田中音緒、鶴見ゆき）
- 11月27日 Good Game Company(GGC)主催Apex Legendsカスタムマッチ「Adictor × GGC Champion Tournament(AGCT) 6th Season」に参加（出演者：田中音緒、星希成奏（ゲスト））
- 12月5日 東京クールジャパン専門学校主催「高校生 FORTNITE 交流カスタムマッチ」に参加（出演者：小原莉子、髙橋麻里）
- 12月10日 峰竜太主催のApex Legendsカスタムマッチ「峰竜太WINGCUP」に参加（出演者：黒木ほの香）
- 12月19日 ゼロイチファミリア主催のApex Legendsカスタムマッチ「ゼロイチCUP Vol.0」に参加（出演者：鶴見ゆき）

2022年
- 1月9日 ヨウコウ主催 FORTNITE「ヨウコウ杯」に参加（出演者：髙橋麻里）
- 1月28日 東京eスポーツフェスタ2022実行委員会主催「東京eスポーツフェスタ2022」にオンラインブース出展、オンラインイベント「Fall Guys 出展事業者eスポーツ交流戦」に参加し、優勝（出演者：髙橋麻里）[33]
- 1月29日 Heart主催「FORTNITE MUSIC AWARD」審査員として参加（出演者：髙橋麻里）[34]
- 2月13日 東京クールジャパン専門学校オープンキャンパス「高校生 FORTNITE 交流カスタムマッチ」に参加（出演者：小原莉子、髙橋麻里）
- 2月23日 群馬県企業等対抗社会人eスポーツリーグ実行委員会主催、群馬県企業等対抗社会人eスポーツリーグ「GUNMA LEAGUE決勝トーナメント」にMC参加（出演者：小原莉子）[35]
- 3月19日 北海道eスポーツ協会主催「第二回 北海道eスポーツ企業対抗戦/交流会」にMC参加（出演者：髙橋麻里）
- 3月27日 DELTA主催「FallGuys FUN 2022 SPRING」に参加（出演者：鶴見ゆき）
- 4月3日 EXiA Gaming ×Team River【食品ロスカップ実行委員会】主催のApex Legendsカスタムマッチ「食品ロスカップ」に参加（出演者：田中音緒、鶴見ゆき）
- 4月16日 株式会社PCCS主催のApex Legendsカスタムマッチ「esports land Radio CUP Vol.2」に参加（出演者：齋藤小浪）
- 4月24日 JTBコミュニケーションデザイン主催のFORTNITEインフルエンサーマッチ「やんばる2 e-Travel DUO CUP」に参加（出演者：鶴見ゆき、髙橋麻里）
- 4月26日 Good Game Company(GGC)主催のApex Legendsカスタムマッチ「GGC×BOSS CUP」に参加（出演者：村上奈津実）
- 5月26日 Good Game Company(GGC)主催のApex Legendsカスタムマッチ「第2回 GGC×BOSS CUP」に参加（出演者：黒木ほのか）
- 6月26日 Good Game Company(GGC)主催のApex Legendsカスタムマッチ「APEX × GGC Championship Tournament 9th Season」に参加（出演者：田中音緒）
- 7月16日 TZ GAME Labs主催のApex Legendsカスタムマッチ「TZ CUP」に参加（出演者：田中音緒、鶴見ゆき）
- 7月16日 株式会社PCCS主催のApex Legendsカスタムマッチ「esports land Radio CUP Vol.3」に参加（出演者：田中音緒、鶴見ゆき）
- 7月30日 一般社団北海道eスポーツ協会、北海道esports学生連盟主催のApex Legends北海道カジュアル最強決定戦「Hokkaido esports Express CUP #3」に参加（出演者：田中音緒、鶴見ゆき）
- 8月2日 クラーク国際主催「第2回全国中学生e-Sports選手権 FORTNITE部門」にMC参加（出演者：髙橋麻里）[36]
- 8月9・27日 エディオン主催「エディオンフォートナイトカップ2022」に参加（出演者：髙橋麻里）
- 8月16日 Good Game Company(GGC)主催「GGC Summer Fes 2022」オープニングセレモニーMC参加（出演者：鶴見ゆき）
- 8月19日 Good Game Company(GGC)主催のApex Legendsカスタムマッチ「第4回 GGC×BOSS CUP」に参加（出演者：齋藤小浪）
- 9月17日 DELTA主催 Fall Guys大会「EVE#7 Run through the 一蘭」に参加（出演者：鶴見ゆき）
- 9月22日 ビーウィズ株式会社主催「JOZ CUSTOM Vol.5 ver.Fall Guys」に参加（出演者：髙橋麻里）
- 10月9日 神宮寺主催のApex Legendsカスタムマッチ「第2回 神宮寺カスタム」に参加（出演者：鶴見ゆき、髙橋麻里、松村芽久未）
- 10月10日 TZ GAME Labs主催「TZ CUP FORTNITE」にMC参加（出演者：髙橋麻里）
- 10月21日～11月18日 Lilith Games主催「Rise of Kingdoms―万国覚醒― 声優対抗戦」に参加（出演者：田中音緒、髙橋麻里、白城なお、夜道雪）[37]
- 10月28日 Good Game Company(GGC)主催のApex Legendsカスタムマッチ「第5回 GGC×BOSS CUP」に参加（出演者：荻野葉月）
- 10月30日 株式会社コアデゲーム部主催「Coade CUP APEXLEGENDS Act2」に参加（出演者：白城なお）
- 11月19日 AICHI IMPACT!2022実行委員会主催のApex Legendsカスタムマッチ「板倉 山本 ボイメン吉原 異色のAPEXトリオバトル」に参加（出演者：鶴見ゆき、金子有希、松村芽久未）
- 12月17日 株式会社コアデゲーム部主催の「Coade CUP VALORANT Act1」に参加（出演者：奥谷楓、桜咲千依）
- 12月28日 株式会社スサノオ主催のApex Legendsカスタムマッチ「CYNTHIA APEX Christmas Streamer Cup」に参加（出演者：水野朔、白城なお）

2023年
- 1月13日 T.S.D.M主催のApex Legendsカスタムマッチ「TwitchStreamerDreamMatch supported by Nazopika」に参加（出演者：堀籠沙耶）
- 1月18日 いーらじ主催の交流企画「フレンド100人できるかな？by pccs」PICO PARKプレイに参加（出演者：鶴見ゆき、髙橋麻里）
- 1月31日 神戸電子専門学校ゲームソフト学科esportsコース主催「VALORANT FNX CHAMPIONSHIP in eSPORTSアリーナKOBE三宮」にMC参加（出演者：松岡侑李）
- 2月11日 T.S.D.M主催のApex Legendsカスタムマッチ「BOSS OFFICE×T.S.D.Mカスタム」に参加（出演者：松村芽久未、金子有希）
- 2月15日 いーらじ主催の交流企画「フレンド100人できるかな？by pccs」Among Usプレイに参加（出演者：鶴見ゆき、髙橋麻里）
- 2月19日 TEQWING e-Sports主催ぷよぷよオンライン大会「TWCUP Puyo Puyo vol.04」に参加（出演者：月城亜美）
- 2月27日 蛇足主催のApex Legendsカスタムマッチ「カスタムD」に参加（出演者：相良茉優、荻野葉月、松村芽久未、朝日奈丸佳）
- 3月1日 Rush Gaming所属ストリーマーLight主催のApex Legendsカスタムマッチ「第1回 Lightカスタム」に参加（出演者：鶴見ゆき）
- 3月12日 海馬コウ主催のApex Legendsカスタムマッチ「Vtuber Streamer Festival - DICE杯 Season1』に参加（出演者：田中音緒）
- 3月25日 OYAJI’S主催のApex Legends女性限定大会「OYAJI’S PRESENTS Lady only CUSTOM」に参加（出演者：松村芽久未）